# Warzymice
Warzymice (Duits: Klein Reikendorf) is een dorp in de Poolse woiwodschap West-Pommeren. De plaats maakt deel uit van de gemeente Kołbaskowo (Powiat Policki).